# Pseudouridine kinase
La pseudouridine kinase est une phosphotransférase qui catalyse la réaction :
ATP + pseudouridine  {\displaystyle \rightleftharpoons }  ADP + pseudouridine monophosphate.
Cette enzyme intervient dans le métabolisme des pyrimidines.